# 青柳憲輝
青柳 憲輝（あおやなぎ かずき、1989年2月21日 - ）は、栃木県宇都宮市出身の元自転車プロロードレース選手である。

## 人物概要
中学3年の時に友達に連れられてジャパンカップサイクルロードレースを初観戦。あまりのかっこ良さに「僕もプロになる！」と誓った。

### 引退
宇都宮ブリッツェンでは思うように走れず、「そろそろ選手生活に見切りをつけなければという気持ちを持つようになった」とともに、もともと心臓に不整脈があって直接的には選手生活に影響は無いものの、気持ちの面で引っかかることがあるのが引退決断の理由の一つになった。
「引退後も自転車に関わる仕事がしたい」と思っていたところ、宇都宮ブリッツェンの廣瀬佳正GMから、2015年・秋に創部となる作新学院大学自転車部競技班の監督をオファーされ、自分に務まるのかという不安はあったが、最終的には引き受けることにした（〜2017）。

### チェロ
特技はチェロの演奏で、幼少期に宮田大とともに習っていた。
ジャパンカップ前夜祭のチームプレゼンでは、台車に乗りチェロを弾きながら登場した。

## 来歴
作新学院高 - 法政大学出身
2008年
- インカレロードレース　2位
- ツール・ド・北海道 区間3位（第5）

2009年
- ツール・ド・北海道 山岳賞2位
- 全日本自転車競技選手権大会U23男子タイムトライアル 2位

2011年
- シマノレーシング加入でプロ入り。
- ツール・ド・熊野 敢闘賞
- ジャパンカップサイクルロードレース 山岳賞
- 台湾カップ 優勝

2012年
- 第67回国民体育大会ロードレース 2位
- ケルニール〜ボルフローン 5位

2014年
- 宇都宮ブリッツェンに移籍

2015年
- 10月18日 ジャパンカップサイクルロードレース 3周目で山岳賞獲得
- 11月1日 JPT「第2回 JBCF おおいたいこいの道クリテリウム」 優勝
- 12月31日 宇都宮ブリッツェンを退団し現役引退[1]。

2016年
- 3月 作新学院大学自転車部競技班監督就任（〜2017）[1][7]

## 作新大学自転車部
2015年11月に創部され、「競技班」のほかに、トライアスロンの「水陸班」、トレーナー活動などを行う「支援班」、スポーツツーリズムを提案する「旅行班」などがあった。現在は主に競技をおこなう部となっている。創部当初は、大学からの補助金は一般のサークルと同程度であったが、その後は部となった。独自に企業スポンサーを獲得して活動費を捻出しており、宇都宮ブリッツェンから機材やチームカーの提供を受けている。